# Port autonome de Liège
Le port autonome de Liège est un port fluvial belge établi en 1937 dans la région de Liège sur la Meuse et le canal Albert. Il est le troisième port fluvial européen, et autorise un accès aux navires de plus de 9 000 t (Classe VI) par sa liaison directe avec le port d'Anvers via le canal Albert.

## Trafic
15 513 166 tonnes y furent transportées par voie d'eau en 2011. En ajoutant le transport par route et par rail, 21 054 377 tonnes y transitèrent. Le port de Liège est le troisième port fluvial européen pour le tonnage, derrière le port rhénan de Duisbourg en Allemagne et le port autonome de Paris en France.

## Infrastructure
Les liaisons directes avec Anvers par le canal Albert, avec Rotterdam par le canal Juliana et avec le Grand Port de Dunkerque lui permettent un transport de marchandises au cœur de la grande région industrielle de l'Europe dont le bassin industriel de la Rhénanie-du-Nord-Westphalie. De plus le Port autonome de Liège est en connexion directe avec les pays de l'est via la récente liaison Rhin-Main-Danube.
Le port autonome de Liège gère 32 zones portuaires sur environ 370 ha de terrains et 26 km de quais entre Lanaye et Statte, soit sur une distance d'environ 50 km le long de la Meuse et du canal Albert. En province de Liège, douze communes sont concernées par les activités liées au port autonome de Liège.

## Mission
Ses missions sont l'outillage des ports et leur réglementation, l'octroi de concessions et autorisations à des entreprises privées, la réglementation des mouvements des bateaux et l'exécution de travaux d'extension et d'amélioration des structures portuaires. Par ailleurs, le port autonome de Liège assure la gestion d'un port de plaisance (le port des Yachts) et de deux ports touristiques destinés à accueillir les bateaux de lignes.

## Chiffres et caractéristiques

### Caractéristiques
Description spécifiques :
- 27 km de quais répartis sur 33 ports
- 382 ha de terrains portuaires
- darse couverte du port de Monsin d'1 ha
- Un quai Roll-on/Roll-off de Seraing
- accessibilité aux bateaux de type rhénan (2 500 tonnes), aux barges 2 x 4 500 tonnes
- liaisons régulières directes avec le Royaume-Uni par caboteurs de mer de 1 000 à 2 500 tonnes
- 97 grues et ponts portiques ; engins de manutention au sol
- 35 ponts-à-peser
- 70 magasins de stockage/manutention de grande superficie pour un total de 15 ha couverts (maximum : 1 ha de superficie au sol)
- cuves de stockage pour produits pétroliers d'une capacité totale de 194 000 m3
- silos à grains d'une capacité totale de 50 000 m3
- trémies à sables et graviers d'une capacité totale de 60 000 tonnes
- 120 postes d'accostage pour bateaux de plaisance
- 3 terminaux à conteneurs

### Zones portuaires
Liste des 33 ports d'amont en aval :
- Port de Statte, rive gauche de la Meuse à Huy
- Port de Tihange, rive droite de la Meuse à Huy
- Port d'Ampsin, rive gauche de la Meuse à Amay
- Port d'Amay, rive gauche de la Meuse à Amay
- Port d'Ampsin, rive gauche de la Meuse à Amay
- Port d'Ombret, rive droite de la Meuse à Amay et Engis
- Port d'Hermalle-sous-Huy, rive droite de la Meuse à Engis
- Port d'Ehein, rive droite de la Meuse à Engis
- Port des Awirs, rive gauche de la Meuse à Flémalle
- Port de Flémalle, rive gauche de la Meuse à Flémalle
- Port de Sémeries, rive droite de la Meuse à Flémalle
- Port d'Ivoz-Ramet, rive droite de la Meuse à Flémalle et Seraing
- Port de Jemeppe, rive gauche de la Meuse à Seraing
- Port de Seraing, rive droite de la Meuse à Seraing
- Port de Sclessin, rive gauche de la Meuse à Liège
- Port d'Ougrée, rive droite de la Meuse à Seraing
- Port de Renory, rive gauche de la Meuse à Liège
- Port des Ardennes, rive droite du canal de l'Ourthe à Liège
- Port des yachts, rive gauche de la Meuse à Liège
- Port des Croisiers, rive gauche de la Meuse à Liège
- Port des Marcatchous, rive droite de la Meuse à Liège
- Port de Coronmeuse, rive gauche de à Liège
- Port d'Eclatement, rive gauche du canal Albert à Herstal
- Port de Monsin, rive gauche de la Meuse et rive droite du canal Albert à Liège
- Port de Herstal, rive gauche du canal Albert à Herstal
- Port de Wandre, rive droite de la Meuse à Liège
- Port d'Argenteau, rive droite de la Meuse à Visé
- Port de Hermalle-sous-Argenteau, rive gauche du canal Albert à Oupeye
- Liège Trilogiport, rive droite du canal Albert à Oupeye
- Port de Visé, rive droite de la Meuse à Visé
- Port de Loën, rive gauche du canal Albert à Visé
- Port de Lixhe, rive gauche du canal Albert à Visé
- Port de Lanaye, rive droite du canal Albert à Visé

### Volume traité par le port autonome

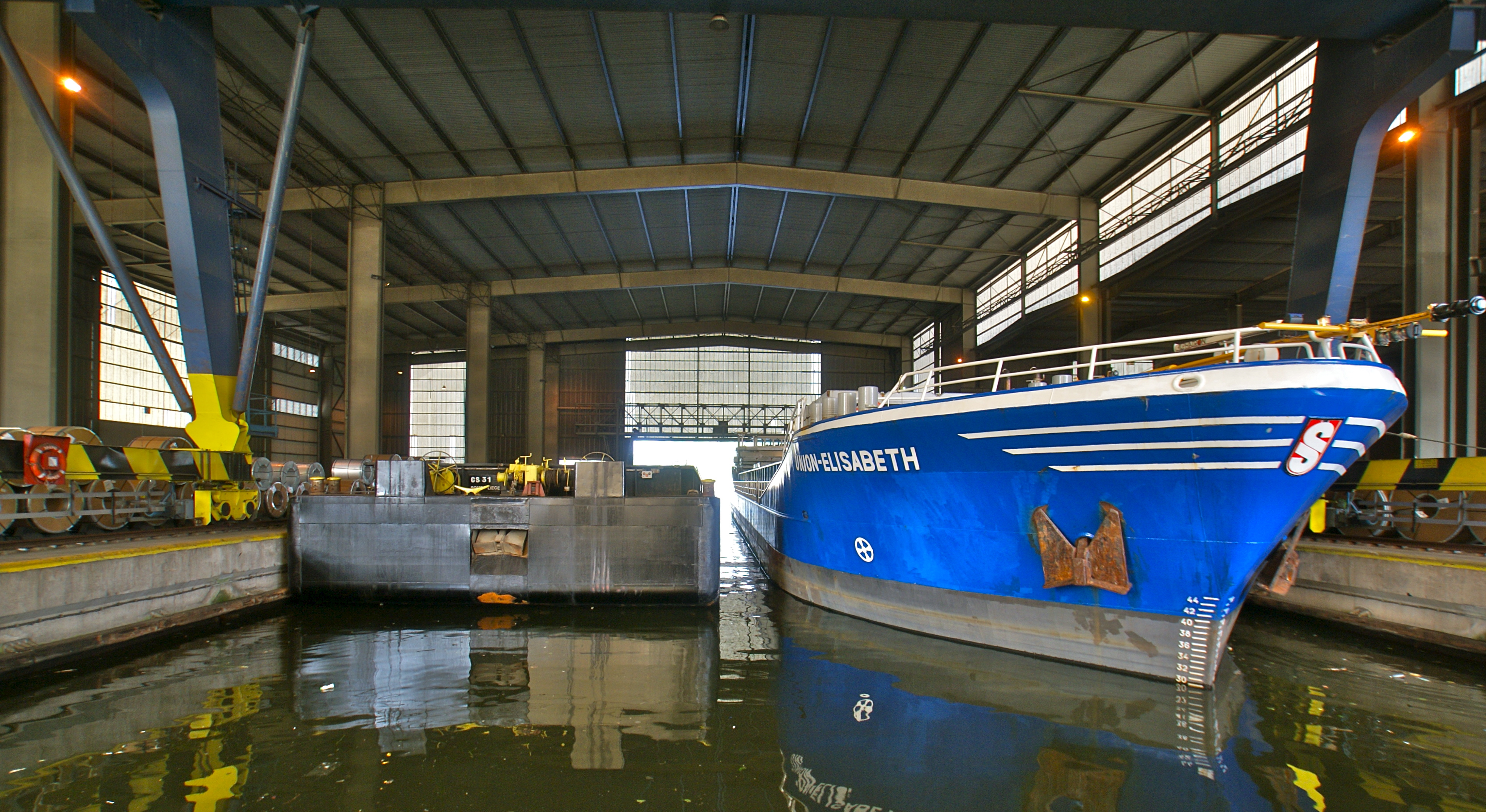
Bateau de cabotage maritime Union Elisabeth dans la darse couverte

Le Port Autonome de Liège a connu en 2008 une année record, avec 16 031 301 tonnes traitées par la voie d'eau, 4 016 912 tonnes traitées par la route et 1 754 003 tonnes traitées par le rail. Le total de 21 801 946 tonnes représente une hausse de +1,5 % du volume traité en 2007. La chute est significative en 2009 avec seulement 18 394 611 tonnes avant de redresser la barre en 2010 et de confirmer ces bons résultats en 2011.
Les valeurs détaillées ci-dessous correspondent au volume cumulé (fleuve, route, rail).
- Source[4] Volume global traité par le Port Autonome de Liège (en milliers de tonnes)

La répartition des marchandises transportées par voie d'eau s'établit suivant la norme NST 2007 (réglementation européenne 1304/2007). Pour le port autonome de Liège, la répartition s'effectue comme suit en 2008 :
| Rang | Type                                                                | Volumes (tonnes) | Pourcentage |
| 1    | Produits minéraux non métalliques                                   | 5.692.908        | 35,51 %     |
| 2    | Coke et produits pétroliers raffinés                                | 3.026.422        | 18,88 %     |
| 3    | Minerais métalliques et autres produits d'extraction                | 2 831 690        | 17,66 %     |
| 4    | Houille et lignite, pétrole brut et gaz naturel                     | 1 816 269        | 11,33 %     |
| 5    | Métaux de base, produits du travail des métaux                      | 1 173 530        | 7,32 %      |
| 6    | Matières premières secondaires, déchets de voirie et autres déchets | 681 783          | 4,25 %      |
| 7    | Bois et produits du bois et du liège                                | 503 398          | 3,14 %      |
| 8    | Produits de l'agriculture, de la chasse, pêche, forêt               | 142 880          | 0,89 %      |
| 9    | Produits chimiques et synthétiques                                  | 120 259          | 0,75 %      |
| 10   | Marchandises non identifiables                                      | 41 828           | 0,26 %      |
| 11   | Autres                                                              | 64               | 0,00 %      |

### Emplois
| Année | Emplois directs | Emplois indirects |
| 2017  | 7 761           | 11 185            |

## Liège en Europe
Le port de Liège, au cœur du réseau navigable le plus dense au monde, celui du grand bassin rhéno-scaldéo-mosan (20 000 km), jouit de trois accès à la mer : 
- le canal Albert, long de 129 km avec ses 6 écluses, relie Liège à Anvers, second port européen et à la liaison Escaut-Rhin ;  si le canal Albert ne représente que 8,2 % du réseau fluvial belge (fleuves et canaux) soit 129 km sur 1 560 km, il porte à lui seul, avec un trafic de plus de 30 millions de tonnes, de 30 à 40 % de l'ensemble des trafics fluviaux annuels belges

- la Meuse et le canal Juliana sur une distance de 310 km lui donnent accès à Rotterdam, premier port mondial (en 20 heures de navigation environ) et cela grâce au combat mené pour faire sauter le bouchon de Lanaye qui bloqua plus de trente ans les possibilités du port[5].

- une liaison Est-Ouest vers Dunkerque longue de 362 km avec ses 32 écluses, qui est passée du gabarit de 300 tonnes à celui de 1 350 tonnes avec l'ouverture du canal du Centre

On le considère comme le troisième port fluvial européen voire comme le deuxième selon par exemple les données statistiques européenne de 2010, loin derrière Duisbourg et juste avant le Port autonome de Paris.

## Liège Trilogiport
Face à l'accroissement des transports internationaux conteneurisés et à la probable saturation du port d'Anvers, une zone logistique sera réalisée au nord de l'agglomération liégeoise, en lien direct avec le port d'Anvers. Cette plateforme logistique multimodale (fleuve, rail, route) d'une superficie de 100 ha (dont 73,2 ha commercialisables), situé le long du canal Albert (Commune d'Hermalle-sous-Argenteau), devrait à terme générer quelque 2 000 emplois directs pour un potentiel de 200 000 EVP manutentionnés annuellement.
Le financement de la plateforme est assuré par des fonds publics à hauteur de 43 636 366 €. Ce montant se divise en trois volets financés par des organismes distincts :
- La construction de la plateforme elle-même pour un montant de 20 519 000 €, dont 80 % dans le cadre du plan Marshall[9] (Actions prioritaires pour le développement de la Wallonie) et 20 % à charge du Port Autonome de Liège.

- La réalisation des infrastructures nécessaires au fonctionnement du Port pour un montant de 22 405 000 € financé par le fond FEDER 2007-2013.

- La réalisation des études d'aménagement pour un montant de 712 366 € financé par le fond FEDER 2000-2006.

Par ailleurs le montant des investissements privés s'élèvera à près de 115 millions d'euros.
Le développement de « Liège Trilogiport » est assuré par un groupement d'intérêt économique (GIE) entre le port autonome de Liège, le port d'Anvers et la Spi+ (agence de développement économique de la Province de Liège). 
La plate-forme multimodale Liège Trilogiport associe sur un même terrain de 100 ha:
- Un terminal à conteneurs trimodal (eau - rail – route) de 15 ha remis en gestion à Dubaï Ports World et Euroports

- Des terrains logistiques avec des entrepôts de dernière génération sur 41,7 ha, concédés à Deutsche Lagerhaus Trilogiport et Warehouses De Pauw

- Des terrains portuaires (14,7 ha), une zone de services tertiaires (1,8 ha) et une zone d'intégration environnementale (25 ha).

## Accord de coopération
- Port d'Anvers : Memorandum of Understanding qui a donné lieu au Groupement d’Intérêt Economique Trilogiport (GIE Trilogiport).

- Port de Rotterdam : optimiser les connexions fluviales et ferroviaires entre le port de Rotterdam et le port de Liège[10].

- Taxi barge transfrontalier : Ce concept de « taxi fluvial » (ligne fluviale à escales) permettra de connecter 12 ports maritimes et fluviaux (de Dunkerque à Liège).

- CCP21 (Connecting Citizen Ports 21) rassemblant les ports de Bruxelles, Lille, Paris, Liège, Port de Suisse, Rheinport Basel-Mulhouse-Weil et la Province d’Utrecht. À travers ce partenariat, les ports entendent collaborer pour partager leurs expériences respectives dans une série de dossiers tels que l’amélioration de l’image des ports intérieurs, l’optimalisation de la chaîne logistique et la promotion d’une distribution urbaine et durable.